# Koezjenkino
Koezjenkino (Russisch: Куженкино) is een dorp in het district Bologovski van de oblast Tver, Rusland. In 2021 woonden er 1.918 mensen.

## Geschiedenis
In 1907 werd de Bologoje-Polotsk-spoorweg geopend, waarbij Koezjenkino een van de stations van de spoorlijn verkreeg. Destijds behoorde het toe aan het gouvernement Novgorod. In augustus 1927 werden de gouvernementen afgeschaft. Het district Bologovski, met het administratieve centrum in de stad Bologoje, werd met ingang van oktober 1927 opgericht binnen de okroeg Borovitsji van de oblast Leningrad. Koezjenkino werd een deel van het district. Op 23 augustus 1930 werden de districten rechtstreeks ondergeschikt gemaakt aan de oblast.

## Infrastructuur
Koezjenkino ligt aan de spoorlijn die Bologoje via Andreapol met Velikieje Loeki verbindt. De spoorlijn is voornamelijk voor goederentransport bestemd.
De autoweg M10, tussen Moskou en St. Petersburg, passeert net ten noorden van Koezjenkino.

## Vliegtuigongeluk
Op 23 augustus 2023 werd Koezjenkino wereldnieuws door het neerstorten van de privéjet van Jevgeni Prigozjin, leider en eigenaar van de Wagnergroep. Hij zat met negen anderen, waaronder de oprichter van de Wagnergroep Dmitri Oetkin, in het vliegtuig op het moment dat het vliegtuig crashte in een weiland.